# Acueducto Brooks
El Acueducto Brooks (en inglés: Brooks Aqueduct) es un acueducto inactivo originalmente construido por la división de la irrigación de la Canadian Pacific Railway Company durante la década de 1910. El acueducto se encuentra aproximadamente a 8 kilómetros al sur de Brooks, en la provincia de Alberta, en Canadá. 
La sección principal del acueducto se extiende por un 3,2 kilómetros del valle a una altura promedio de 20 metros. La intención del acueducto era facilitar el riego de una sección del sureste de Alberta y probó a hacerlo durante unos 30 años. Su capacidad original era de 900 pies cúbicos de agua por segundo. En 1969, el gobierno de Alberta y el federal de Canadá asumieron la responsabilidad de mantener la estructura.
Hoy en día sigue en pie a pesar de la estructura en sí ya no está en buenas condiciones estructurales y ha sido cercada desde la década de 1970. El acueducto y el área inmediata que lo rodea es ahora un sitio histórico nacional de Canadá.